# Gorbonok
Gorbonok (horvátul Kloštar Podravski) falu és község Horvátországban, Kapronca-Kőrös megyében. Közigazgatásilag Budančevica, Kozarevac és Prugovac települések tartoznak hozzá.

## Fekvése
Szentgyörgyvártól 10 km-re délkeletre a Drávamenti-síkságon a megye keleti határán fekszik.

## Története
Kloštar Podravski a középkorban ennek a vidéknek a legjelentősebb települése és erődítménye volt. Egykori neve Gorbonog és ezen a néven szerepel a zágrábi káptalan helyzetéről írt 1334-es okiratban és az 1501-es egyházlátogatás jegyzőkönyvében is.
A terület a 13. században Belus bán utódainak a Gorbonukiaknak az uradalmához tartozott. Itt állt Gorbonuk, vagy más néven Grabovnik vára. Az 1334-es okirat megemlíti a település Szent Adorján tiszteletére szentelt templomát is. A településnek ezt a részét a mai napig is Oderjannak nevezik. Említenek itt egy ferences kolostort is, amely 1292 és 1552 között működött. Róla kapta a nevét a település is. Templomát 1295-ben építették gótikus stílusban.
Miután 1552. augusztus 2-án Verőce vára török kézre került, Tahy Ferenc felgyújtatta Gorbonuk várát, a kolostor és a templom pedig a környékbeli településekkel együtt ezt követően pusztult el. A község területe pusztaság maradt egészen a 17. század közepéig, a kolostor és templomának romjai azonban még ekkor is látszottak, hiszen a korábbi Gorbonuk név immár “Kloster” alakra változott. A falu újraalapítása a 17. század végén, Verőce 1684-es felszabadítása után történt. A romos templomot csakhamar helyreállították és Szent Benedekről tiszteletére szentelték fel. Ekkor már nem volt a köztudatban, hogy a középkori kolostor és temploma kinek volt szentelve, egy régi szájhagyomány szerint azonban a tatárjárásig egy bencés kolostor állt a faluban.1702-ben alapították plébániáját, Oderjan, Prugovac és Kozarevac falvak tartoztak hozzá. A település a plébániatemplom körül fejlődött ki és a lakosság számának köszönhetően e terület központi települése lett.
A falunak 1857-ben 1208, 1910-ben 1892 lakosa volt. A falu Trianonig Belovár-Kőrös vármegye Szentgyörgyi járásához tartozott. Alojzije Stepinac bíboros zágrábi érsek 1940. augusztus 25-én a kápolna oltárának új Fájdalmas Szűzanya képét szentelte fel. A Fájdalmas Szűzanya iránti egyre növekvő tisztelet eredményezte, hogy a plébániatemplomnak 1954-ben a másik titulusa ez lett. 2001-ben a falunak 1707, a községnek 3603 lakosa volt.

## Nevezetességei
- Szent Benedek és a Fájdalmas Szűzanya tiszteletére szentelt római katolikus plébániatemplomát[2] a középkori templom maradványainak felhasználásával a 17. század végén építették.

- Gorbonok vára[3]

- Szent Adorján tiszteletére szentelt kápolnája 1997-ben épült a középkori kápolna helyén.

- A „Menekülés Egyiptomba” szoborkompozíciót egy oltár menzájához hasonlóan kialakított talapzaton helyezték el. A talapzat egy egyszerű, kőből készült suppedaneumból[4] és egy téglalap alakú, profilozott párkánnyal és talppal ellátott stipesből áll. Előtte mindkét oldalon oszlopfővel ellátott oszlop, középen pedig egy rövid oszlop található. Elöl, középen egy kis talapzat található, amelyre az 1899-es évet faragták. Az eredeti Menekülés Egyiptomba szoborkompozíciót 1776-ban Szaruga plébános építtette. A mai szobor egy másolat, melyet Josip Vagner plébános megrendelésére faragtak 1890-ben.[5]

## Külső hivatkozások
- Hivatalos oldal
- A plébánia honlapja
- Az alapiskola honlapja